# Distrito de Sicuani
El Distrito peruano de Sicuani es uno de los ocho distritos de la Provincia de Canchis, ubicada en el Departamento de Cuzco, bajo la administración el Gobierno regional del Cuzco. Está situada a 118 km al sureste de la capital departamental, Cusco. Limita al norte con el Distrito de San Pablo, al sur con el Distrito de Marangani, al este con el Distrito de Nuñoa y al oeste con los distritos de San Pedro y Langui.
El Papa Juan XXIII segregó de la Arquidiócesis del Cusco las Provincias civiles de Canchis, Canas, Espinar y Chumbivilcas y con ellas creó la Prelatura de Sicuani, haciéndola sufragánea del Cusco, mediante la Constitución Apostólica "Universae Ecclesiae" del 10 de enero de 1959.
La ciudad de Sicuani es la segunda ciudad de mayor importancia del departamento de Cusco. Esta se ubica dentro de la provincia de Canchis de la cual es capital desde el 29 de agosto de 1834. Sicuani se encuentra en el distrito del mismo nombre, y presenta, además de esta ciudad, a 30 comunidades campesinas, en su entorno rural. Sicuani se halla a 3,500 metros sobre el nivel del mar, por lo que presenta inviernos fríos.
Entre los atractivos turísticos que se encuentran en la Solidaria ciudad de Sicuani se hallan, la Plaza de Armas de Sicuani, recientemente remodelada y donde se observa el Monumento a Mateo García Pumacahua, importante prócer de la independencia que destaca por su labor en la Rebelión que se diera 1814.
Alrededor de la Plaza de Armas puede observarse a la Iglesia Actual de Sicuani junto a la Antigua Catedral de Sicuani, última que no es solo atractiva por su valor religioso, sino también porque en su reciente remodelación se descubrieron en ella restos cerámicos, entre otros artefactos de periodos preincaicos, incaicos, así como Coloniales y Republicanos. Aquellos restos arqueológicos de Sicuani son exhibidos actualmente en la misma Iglesia y el recorrido para conocerlos puede hacerse solamente los días miércoles.
Otros sitios de interés en la ciudad son: La Iglesia de Pampacucho, además del recientemente inaugurado Estadio Túpac Amaru, en cuyos muros es posible apreciar interesantes pinturas murales con motivos históricos; entre otros.
En Sicuani además se realizan ciertos eventos de interés, con motivo de incentivar el turismo, como es el caso de competencias de motocross, así como fiestas por el aniversario, donde se incluyen eventos como serenatas, algunas competencias, ferias gastronómicas, entre otras actividades.

## Historia
La ciudad de Sicuani fue creada en el mandato presidencial de Andrés Avelino Cáceres el 4 de noviembre de 1887.
En los siglos XVIII y XIX, en la colonia por necesidades de organización y desarrollo se agruparon ayllus, pueblos y comunidades en lo que hoy es Canchis, Canas, Espinar y formaron el Corregimiento de Tinta. Posteriormente ya en la época Republicana gracias a la gestión de personalidades notables que habitaban en estos territorios y motivados por un auge de organización socioeconómica, se logró que la junta Departamental del Cusco, acordara la creación de la Provincia de Canchis, para lo cual dividieron la provincia de Tinta en dos provincias, la de Canchis y la de Canas, creación que se hizo patente con la Resolución Legislativa del 14 de octubre de 1833.
La nueva provincia tuvo como distritos a San Pablo de Cacha, Pampamarca, Tinta, Checacupe y Sicuani, este último como capital, el mismo que más tarde el 24 de octubre de 1887, fue elevada de Villa a categoría de Ciudad, por ley congresal y promulgada por el ejecutivo el 4 de noviembre del mismo año, estando como Presidente Constitucional de la República Andrés A. Cáceres. Se señalaron límites en aquel entonces de la provincia de Canchis, como sigue, por el Norte con Quispicanchis, por el Este con Carabaya y Melgar, por el Sur con Canas y por el Oeste con Chumbivilcas, provincias estas de creación posterior. Los distritos de San Pedro, Combapata, Pitumarca fueron creados posteriormente y anexados a la provincia de Canchis; en el caso de Marangani, este fue creado el 29 de agosto de 1834, perteneciendo a la jurisdicción de Canas, posteriormente fue anexada a la provincia de Canchis. Según Ley del 29 de agosto de 1834 se señala a la Villa de Sicuani como Capital de la Provincia de Canchis.
Canchis, es notable, importante y trascendental, porque en ella se celebró el armisticio (27 de enero de 1782) de los sucesos finales del levantamiento de Túpac Amaru II, entre las tropas de Diego Cristóbal Túpac Amaru y las autoridades españolas; la ceremonia de indulto y amnistía se llevó a cabo en la iglesia de Sicuani en presencia de autoridades, de españoles, criollos, mestizos, cholos e indios; dice así, en el estudio de Daniel Valcárcel, Diego Cristóbal prestó juramento y entregó su espada a Del Valle, mientras el alférez real pasaba sobre la cabeza del rebelde el estandarte español, junto a él se acercaron varios indígenas de diferentes lugares para acogerse a la amnistía y pacto de paz. En Lima el Virrey Jáuregui, publicó un bando sobre la rendición de Sicuani y la total pacificación del sur. El armisticio y la amnistía fueron un engaño por parte de los españoles, y Diego Cristóbal Túpac Amaru fue ejecutado en el Cusco por estos en agosto de 1783.
En Canchis se secundó al gran movimiento revolucionario de 1814, habiendo servido Sicuani y Marangani, de cuartel en más de una ocasión a las tropas de Pumacahua, cuando sus primeras incursiones por esta zona, consiguiendo el apoyo de todo el vecindario. Sin embargo, existe otra narración de los hechos, puesto que Mateo Pumacahua es justamente apresado por los vecinos de Marangani, y llevado a Sicuani, ya que a su paso por esta ciudades, rumbo al Collao, paso por la espada a todo aquel que no quiso unirse a él.
Canchis y Sicuani fueron lugar de la muerte del cacique don Mateo Pumacahua, que fue ejecutado en la horca por los españoles en la plaza de Sicuani, el 18 de marzo de 1815, en un cadalso de madera que fue levantado para dicho fin, el cuerpo inerte del rebelde fue descuartizado, siendo su cabeza enviado a Cusco para su exhibición en una picota, las otras partes de su cuerpo a otros lugares para escarmiento de la población, y el brazo derecho quedó suspendido en el Arco que se levantaba en una de las entradas a la plaza de Sicuani. Existe otra narración de esta muerte, entendido en que Pumacahua muere decapitado en el regimiento realista que existía, en el antiguo usno de Manuel Prado, actual Compañía de Bomberos de Sicuani, gritando al morir la frase. !Viva el Rey!. Según este relato histórico, Pumacahua al asumir su defensa, señala que él se levantó en armas contra el Virrey, entendido en que era el Virrey el que pretendía ser rey en las colonias americanas desconociendo al legítimo Rey, esto ante los problemas en España con la invasión de Napoleón. Por lo cual señala Pumacahua, que habría sido engañado, por los hermanos Angulo.
Canchis fue elegida como sede de dos congresos, en 1836 de los delegados de los departamentos del Sur peruano, que resolvieron el establecimiento de la Confederación Perú Boliviana, y en 1827 del Congreso de Diputados Regionales.
En Canchis, Combapata y Silicua se organizó el numeroso “Batallón Canchis” formado de un contingente sin reservas ni distinciones cuando se suscitaba en 1879 la infausta Guerra del Pacífico, entre Perú, Bolivia y Chile.
La intervención que tuvo en las revoluciones nacionales del 1885 y 1895 (revolución de Piérola contra Cáceres), en las que puso de relieve su altivez, particularmente en la segunda cuya acción de armas de esta región la inicio Sicuani - Canchis.

## Geografía

### Ubicación
Se encuentra a unos 3550 m s. n. m. (metros sobre el nivel del mar) en la margen derecha de la Quebrada del Aca, que desciende desde la laguna glaciar de Lagui y Layo, en la cadena andina de la Cordillera Oriental peruana.
Constituye el centro comercial y administrativo de la región agrícola y ganadera circundante, dedicada principalmente al cultivo de cereales, mayormente trigo, y frutales, así como a la cría de ganado ovino y bovino que proporcionan carne, leche y lana a sus habitantes.
Cuenta, además, con una pequeña industria textil de tejidos de lana y otra alimentaria. 
Está bien comunicada con el resto del país gracias a una línea ferroviaria y a la carretera que la une a las ciudades de Cusco, al norte, y Puno, al sur.

### Relieve y ecología
La provincia es atravesada de sur a norte por el río Vilcanota, en cuyas riveras se ubican siete distritos con excepción de Pitumarca, delimitando este río un extenso valle sobre todo a la altura de Sícuani, que determina las regiones Suni y Puna o Jalca según la clasificación de Vidal Pulgar, subdividiéndose a su vez la región Suni en:
- Piso de Valle. Comprendido entre las regiones Quechua y Suni (3400 y 3650 m s. n. m.) se ha denominado así a toda la zona que se encuentra entre los valles formados por los ríos Vilcanota y Salca siendo esta zona la más baja y plana y con mayores aptitudes para el desarrollo de la actividad agrícola, posee actualmente una agricultura diversificada, con productos agrícolas típicos de este piso: maíz, habas, trigo, papa, hortalizas y algunos frutales como: durazno, manzano, capulí, etc. encontrándose asimismo, animales de las especies: vacunos, ovinos. Los distritos que comprenden este piso son: Sicuani, San Pablo, San Pedro, Tinta, Combapata y Checacupe.
- Puna o Baja.Ubicada entre los 3650 y los 4000 m s. n. m. (metros sobre el nivel del mar) en la parte superior del piso de valle posee pendientes más pronunciadas y una topografía accidentada con procesos de erosión, la agricultura por lo general es en secano, propicio para el cultivo de tubérculos menores (oca, olluco, mashua), cereales (quinua, cañihua) y leguminosas como el tarwi, zona apta también para la crianza de ganado vacuno y ovino; los distritos que tienen el piso de Puna Baja y que corresponde a la Región Suni de Vidal Pulgar, son la mayoría con excepción de Tinta.
- Puna o Jalca.Piso ecológico más alto que se ubica por encima de los 4000 m s. n. m., parte de su relieve está conformado por mesetas aptas para la crianza de camélidos sudamericanos (alpacas, llamas), siendo el desarrollo ganadero bueno. Este piso se encuentra en los Distritos de Sicuani, Checacupe, Marangani, Combapata, Pitumarca y San Pedro.

### Hidrografía
La cuenca más importante de Sicuani está formada por el río Vilcanota, su fuente matriz es la lagunilla de Vilcanota, siendo en La Raya, al pie del nevado Hatun Cocha a una altitud de 4518 m s. n. m. (metros sobre el nivel del mar), discurriendo sus aguas en dirección sur a norte. Existen además lagunas y nevados importantes que contribuyen a aumentar el caudal del Vilcanota. Hacia la margen izquierda se encuentra la laguna de Langui (provincia de Canas) donde nace el río Hercca que desemboca en el Vilcanota casi a la altura de Sicuani. En la margen derecha confluyen los ríos Salcca y Pitumarca que son los principales aportes del Vilcanota, estos ríos derivan sus aguas a la altura de las localidades de Combapata y Checacupe, respectivamente. Otra cuenca importante es la que forma el río, que nace en nevados que están sobre los 6000 m s. n. m.: el caudal permanente de sus aguas es normalmente mayor que el río Vilcanota.

### Clima
La diferencia de pisos con que cuenta la provincia ubicados por encima de los 3300 m s. n. m. (metros sobre el nivel del mar), determinan varios microclimas; aptos para la agricultura y ganadería con climas templados a seco frío. 
- Temperatura: máxima de 20.5 °C, y mínima de 1.9 °C.
- Precipitación pluvial: promedio de 650 mm.
- Humedad relativa: 60 % (varía de acuerdo a la época).
- Varones altos: 1.87 m (varía de acuerdo al clima).

## División administrativa

### Centros poblados
- Urbanos
  - Sicuani, con 55 352 hab.
  - Quehuar, con 1 199 hab.
- Rurales
  - Acco Acco Totorani, con 175 hab.
  - Chihuaco Chara, con 167 hab.
  - Chihuaco Ccollana, con 305 hab.
  - Chilcoma, con 176 hab.
  - Chili Chili Pampa Anza, con 225 hab.
  - Cochacunca, con 176 hab.
  - Cruz Cunca, con 189 hab.
  - Huitaca Sencca, con 246 hab.
  - Huaytamullo Suyo, con 221 hab.
  - Herca Churulla, con 166 hab.
  - Illacuyo, con 193 hab.
  - Mojón Suyo, con 190 hab.
  - Pampa Hercca, con 181 hab.
  - Pampaccalasaya Ipacuy, con 212 hab.
  - Pampaccalasaya (Lucre), con 238 hab.
  - Senccachectuyoc, con 335 hab.
  - Sillota Pampa Phalla, con 390 hab.
  - Sunchu chumo, con 159 hab.
  - Trapiche, con 419 hab.
  - Uraypampa Pampa Anza, con 401 hab.

## Atractivos turísticos
- Templo de Pampacucho, pequeña capilla de una sola nave; destaca su altar mayor de línea simple y el cuadro que representa a la Sentencia. La semana del 16 de agosto, sirve de escenario para una fiesta folklórica y feria agropecuaria.

- Templo matriz de Sicuani, edificación colonial de tipo religioso construida a fines del siglo XVII; fue reedificada en el año 1689 por el párroco Gaspar Carros y Cegarra, bajo la influencia del obispo y mecenas don Manuel Molinedo y Angulo con advocación a la Virgen Inmaculada Concepción siendo su festividad es el 8 de diciembre.

- Aguas termales de Uyurmiri, ubicadas a 7.7 km de la ciudad de Sicuani y 140 km de Cusco a una altitud de 3800 m s. n. m. (metros sobre el nivel del mar), sus aguas son ligeramente amarillentas, sabor amargo y con una temperatura de 37 °C (grados Celsius). Las instalaciones constan de una piscina de 10 m de largo por 2 m de ancho y 1.5 m de profundidad, 15 vestidores individuales y una pequeña ducha. Además tiene 4 pozas individuales cada una de 2 m de largo por 1 m de ancho y 1.5 m de profundidad. Sus propiedades curativas son principalmente sobre los huesos.[2]

## Autoridades

### Municipales
- 2019-2022[3]
  - Alcalde: Ricardo Yury Cornejo Sánchez
  - Regidores:

  1. Kari Erlinda Macedo Condori (Movimiento Regional Tawantinsuyo)
  2. Elvira Hañari Quispe (Movimiento Regional Tawantinsuyo)
  3. Milagros Flores Solís (Movimiento Regional Tawantinsuyo)
  4. Pablo Cahuana Calle (Movimiento Regional Tawantinsuyo)
  5. Gerónimo Quispe Huillca (Movimiento Regional Tawantinsuyo)
  6. Yessica Prissila Tinta Gutiérrez (Movimiento Regional Tawantinsuyo)
  7. Brigitte Yamely Larico Cárdenas (Movimiento Regional Tawantinsuyo)
  8. Ricardo Salas Chambi (Movimiento Regional Inka Pachakuteq)
  9. Susana Ticona Mamani (Movimiento Regional Inka Pachakuteq)
  10. Isidro Molero Casani (El Frente Amplio por Justicia, Vida y Libertad)
  11. Oscar Celestino Quispe Solórzano (Restauración Nacional)

### Policiales
Desde enero del 2013 el Jefe de la Comandancia Rural Canchis es el Sr. Comandante de la Policía Nacional del Perú (Cmdte. PNP) Jaime Adeluz Boza Troncoso, y en el 2013 el Jefe del Frente Policial de Espinar, al cual pertenece la Comandancia Rural Canchis, es el Coronel PNP Percy Mora Luque.

## Festividades
- Abril: Semana Santa.
- Agosto: 16 Señor de Pampacucho.
- Noviembre: 01 y 02 Celebración del día de todos los santos.
- Noviembre: 04 Aniversario de la Ciudad de Sicuani.
- Diciembre: 08 Inmaculada Concepción.

## Deportes

### Fútbol
| Clubes de fútbol    |           |             |           |
| Equipo              | Fundación | Estadio     | Liga      |
| Atlético Sicuani    | 1937      | Túpac Amaru | Copa Perú |
| Deportivo Pumacahua | 1918      | Túpac Amaru | Copa Perú |
| Unión Pumacahuina   | 1942      | Túpac Amaru | Copa Perú |